# Истина ли е...
„Истина ли е...“ (на английски: Just like Heaven) е американско фентъзи от 2005 г. на режисьора Марк Уотърс, с участието на Рийз Уидърспун и Марк Ръфало. Базиран е на френския романEt si c'était vrai... от 1999 г., написан от Марк Леви.
Продуцентът Стивън Спилбърг получава правата, за да продуцира филма от книгата. Пуснат е във Съединените щати и Канада на 16 септември 2005 г.